# Bryoxiphium madeirense
Espèce
Classification phylogénétique
Statut de conservation UICN

 EN  : En danger
Bryoxiphium madeirense est une espèce de plante du genre Bryoxiphium de la famille des Bryoxiphiaceae.